# Республика Босния и Герцеговина
Респу́блика Бо́сния и Герцегови́на (сербохорв. Република Босна и Херцеговина / Republika Bosna i Hercegovina) — государство-предшественник современной Боснии и Герцеговины, существовавшее с момента декларации независимости от СФРЮ в 1992 году до полного вступления в силу Дейтонских соглашений в 1997 году. Бо́льшая часть истории государства приходится на Боснийскую войну, незадолго до начала которой хорватским и сербским меньшинствами на территории Республики были образованы непризнанные государства Республика Герцег-Босна и Республика Сербская. Фактически, первые 2 года своего существования правительство Республики Босния и Герцеговина представляло интересы только одного народа — боснийцев, и контролировало лишь малую часть территории Республики. Ситуация изменилась в 1994 году, когда в результате заключения Вашингтонского соглашения, была образована боснийско-хорватская Федерация Боснии и Герцеговины. После заключения Дейтонского соглашения в конце 1995 года к альянсу присоединилась и Республика Сербская. В 1997 году Республика была преобразована в сегодняшнюю Боснию и Герцеговину.

## История
На парламентских выборах в Социалистической Республике Босния и Герцеговина, состоявшихся в 1990 году, победу одержали представители трёх националистических партий, которые образовали свободную коалицию с целью отстранить от власти коммунистов. Через некоторое время сначала Словения, а затем и Хорватия объявили о своей независимости от СФРЮ, что вызвало раскол в парламенте Боснии и Герцеговины: хорватские и боснийские депутаты выступали за выход из СФРЮ, в то время как сербы были за нахождение в Югославии. В октябре 1991 года парламентом была принята декларация независимости, а 29 февраля и 1 марта 1992 года состоялся референдум, на котором 98 % участвовавших в голосовании выступили за выход из СФРЮ. Большинство боснийских сербов референдум бойкотировало.
В то время как относительно этнической принадлежности первых жертв войны существуют прямо противоположные точки зрения, известно, что первое серьёзное наступление было предпринято сербской стороной в марте 1992 года в Восточной и Северной Боснии. В результате скорой эскалации конфликта 6 апреля (в день официального провозглашения независимости) в Сараеве начались уже полномасштабные боевые действия. Международное признание независимости Республики вынуждало Югославскую народную армию покинуть её пределы, хотя многие солдаты и офицеры оставались в Республике Сербской, вступая в Армию Республики Сербской. Вооружившись на складах выводившейся ЮНА и получив подкрепление в лице добровольцев, Армия Республики Сербской в течение 1992 года смогла установить контроль над бо́льшей частью территории Республики.
6 мая 1992 года в австрийском городе Граце между президентом Республики Сербской Радованом Караджичем и президентом Хорватской республики Герцег-Босна Мате Бобаном было заключено соглашение о прекращении уже возникших боевых действиях между сербами и хорватами, дабы сосредоточиться на взятии территорий, контролируемых официальным боснийским правительством. На тот момент под контролем сербов находилось уже 70 % территории Боснии и Герцеговины. Соглашение послужило основной предпосылкой к началу 19 июня 1992 года Хорватско-боснийского конфликта.
Подписанное в марте 1994 года Вашингтонское соглашение между боснийцами и хорватами привело к прекращению вооружённого противостояния между ними и образованию боснийско-хорватской Федерации Боснии и Герцеговины. Подписанные 14 декабря 1995 года в Париже президентом Республики Босния и Герцеговина Алиёй Изетбеговичем, президентом Сербии Слободаном Милошевичем и президентом Хорватии Франьо Туджманом Дейтонские соглашения остановили Боснийскую войну и стали начальной точкой интеграции Республики Сербской в Боснию и Герцеговину.
За три года боевых действий погибло от 95 до 100 тысяч человек, более чем 2 миллиона человек стали беженцами.